# 光邦
光邦（みつくに、宮澤 光邦（みやざわ・みつくに）、1976年11月26日 - ）は、東京都北区出身のディスクジョッキー、ラジオパーソナリティである。
シグマ・セブンフェイス業務提携。血液型はA型。

## 来歴・人物
名前の『光邦』は祖母が水戸光圀の信奉者だったことから命名された。
岩倉高等学校、東京コミュニケーションアート専門学校卒業。
以前はサンディに所属していた。
FMヨコハマを中心に、ラジオ番組のパーソナリティ、テレビ番組のナレーションやイベントのMCとして主に神奈川県内で活動中である。
2006年から、横浜F・マリノスの週末開催ホームゲームでスタジアムDJを務めている。
デビューから静岡県のK-MIXや静岡第一テレビなどで活動していた当時は「宮沢光邦」名義で、その後は現在に至るまで「光邦」名義で活動している。
既婚者であり、娘が2人いる。
2020年7月1日、DJ KOUSAKUが代表取締役社長を務める株式会社スナップドラゴン専属タレントとなったことを発表。

## 出演

### 現在
2017年4月現在。
ラジオ
- ちょうどいいラジオ（FMヨコハマ、2017年4月 -)

スタジアムDJ
- 横浜F・マリノス（2006年度 - 、ホームゲーム）

### 過去
ラジオ
- RADIOSHIP “NOA”[6]（K-MIX、1997年[7] - 2005年3月[8]）
- CLUB KINGDOM[9]（K-MIX）
- RADIO-izm（FM-FUJI、1999年12月 - 2001年12月）
- ミュージックフロント@radio（bayfm、2001年04月 - 2002年03月[10]）
- AIR CRUISE[11]（FMヨコハマ、2001年4月 - 2005年3月[12]、土曜13:00-16:30）
- 東京もんすーん[13]（SBSラジオ、 - 2002年3月[14]）
- ラジカルポップ2002（TOKYO FM／JFN）
- Naeba Extreme Jam（NACK5、2002年 - 2004年・冬期[15]）
- YOKOHAMA CRUISING（FMヨコハマ、2005年4月 - 2006年3月）
- tre-sen（FMヨコハマ、2006年4月 - 2012年9月）
- Tresen+（FMヨコハマ、2012年10月 - 2017年3月 ）
- YOKOHAMA RADIO APARTMENT(FMヨコハマ)だめラジオにゲスト出演(2016年3月22日)
- 開局25周年記念特別番組（FMヨコハマ、2010年10月 - 2010年12月）
  - Fm yokohama 25th ANNIVERSARY SPECIAL
  - アリガトウノカタチ

テレビ
- 遠州三河出逢い旅 - リポーター（SBS・第2日曜10:00-10:55、テレビ愛知・第2金曜・12:30-13:25）
- ハタチのスガオ - VJ（静岡第一テレビ）
- 東京42.195 - ナレーション（フジテレビ）
- J-SPORTS ドキュメント - MC・ナレーション（J SPORTS）
- OSAKA NEO - MC（テレビ大阪）
- NEO WAVE - ナレーター（テレビ東京）
- ウォッチ! スポーツNEWS - ナレーション（TBS）
- MUSIC TRACK - VJ（テレビ埼玉）
- アテネオリンピック開幕直前スペシャル - ナレーション（NHK BS1）
- J-POPカウントダウン K.ch - VJ（SKY PerfecTV!）

店内放送
- GEO WEEKLY TOP10 - DJ（ゲオ）
- XEBIO SPORTS MIX - DJ（スーパースポーツゼビオ）

スタジアムDJ・スポーツ
- 2006 FIFAワールドカップ 最終予選パブリックビューイング - スタジアムDJ
- バレーボール国際大会 - コートDJ・表彰式MC
2003年 - 。ワールドグランプリ、世界選手権、オリンピック最終予選他。
- 東京ストリート陸上 in 丸ビル2006 - メインMC・実況
- 東京ストリート陸上2007[16] - 総合司会

イベントMC
- Coke + iTunes Music Storeローンチパーティ - メインMC
- 100万人のキャンドルナイト[17] - メインMC

CM
- オリオンビール オリオンサザンスター[18]（沖縄県限定テレビCM[19]、2006年）

オーディオブック
- ステップファザー・ステップ（宮部みゆき作品）

舞台作品
- 聖この夜〜クリスマスツリーの奇跡〜 - 主演（初代・浅野聖役）
- 飛行機雲2006[20] - 出演（坂本光太郎役）

#### 映画
- サイバーシスターズD3 (田崎役)

## 備考
- 「RADIO-izm」の担当初日、自らリスナーから愛称を募集したところ、「宮z」（ミヤズィー）が採用され、同番組の担当期間に使われた。